# Comté de Portage (Ohio)
Pour les articles homonymes, voir Comté de Portage.
Le comté de Portage – en anglais : Portage County – est un des 88 comtés de l'État de l'Ohio, aux États-Unis.
Son siège est fixé à Ravenna.

## Géographie
Selon les données du Bureau du recensement des États-Unis, le comté de Portage a une superficie de 1 313 km² (soit 507 mi²), dont 1 275 km² (soit 492 mi²) en surfaces terrestres et 38 km² (soit 15 mi²) en surfaces aquatiques.

## Comtés limitrophes
- Comté de Geauga, au nord
- Comté de Trumbull, à l'est
- Comté de Mahoning, au sud-est
- Comté de Stark, au sud
- Comté de Summit, à l'ouest
- Comté de Cuyahoga, dans l'angle, au nord-ouest

## Démographie
Le comté était peuplé, lors du recensement de 2000, de 152 061 habitants.

## Localités

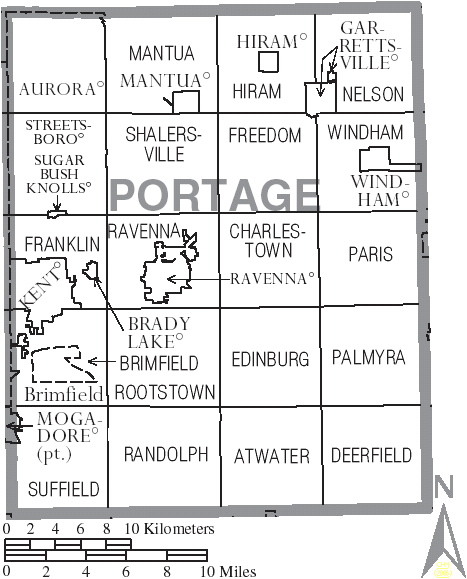
Carte des localités du comté de Portage